# أوتو راش
أوتو راش (و. 1891 – 1948 م) هو سياسي، ومحامي من الإمبراطورية الألمانية، وألمانيا النازية، كان عضوًا في الحزب النازي، كان عضوًا في شوتزشتافل، توفي في نورنبرغ، عن عمر يناهز 57 عاماً، بسبب مرض باركنسون.

## مناصب
تولى منصب عمدة
.